# Лунка Маре (Прахова)
Лунка Маре (рум. Lunca Mare) насеље је у Румунији у округу Прахова у општини Шотриле. Oпштина се налази на надморској висини од 480 m.

## Становништво
Према подацима из 2002. године у насељу је живело 532 становника, од којих су сви румунске националности.